# おさるのジョージ5/めざせカウボーイ
『おさるのジョージ5/めざせカウボーイ』（Curious George: Go West, Go Wild）は、マイケル・ラバシュが監督を務めた、ユニバーサル・ピクチャーズによる2020年の長編アニメーション映画。

## キャスト
- ジョージ - フランク・ウェルカー
- 黄色い帽子のおじさん - ジェフ・ベネット（原康義）
- エメット - マックス・ミッテルマン（林勇）
- ジニー - エイプリル・スチュワート（佐々木優子）
- フランク・ステットソン - フィル・モリス（長克巳）
- ジニーの母 - エイドリアン・バーボー（鳳芳野）
- 車掌 - ジェフ・ベネット（宮田浩徳）